# Verdrag van Londen (1827)
Het Verdrag van Londen was een verdrag getekend door het Verenigd Koninkrijk, Frankrijk en Rusland op 6 juli 1827, tijdens de Griekse Onafhankelijkheidsoorlog. 
Met dit verdrag maanden de drie Europese grootmachten Griekenland en het Ottomaanse Rijk om de vijandigheden te staken. De bedoeling was om een onafhankelijke Griekse staat te vormen. In het verdrag stond dat het Ottomaanse Rijk een onafhankelijk Griekenland moest erkennen, maar dat de Ottomaanse sultan wel de heerser van Griekenland zou blijven.
Het Ottomaanse Rijk sloeg het aanbod in het verdrag echter af. De hoofdreden hiervoor was de veronderstelde superieure vloot van het land. Hierdoor spanden de geallieerden samen en dit leidde tot de Slag bij Navarino, waarbij de Ottomanen verloren en Griekenland zijn onafhankelijkheid verwierf.